# 三雲定持
三雲 定持（みくも さだもち）は、戦国時代の武将。六角氏の家臣。

## 生涯
三雲氏は甲賀五十三家の一つで、定持は父・行定と同様、六角定頼に仕え重臣として盛り立てた。また、単独で明と貿易を行い室町幕府に寄付をするなど、高い経済力を有していた。
永禄6年（1563年）10月の観音寺騒動では蒲生定秀らと共に奔走し、騒動を収束させた。永禄9年（1567年）、佐和山付近における浅井長政軍との合戦で嫡男・賢持が討死したため、家督は次男・成持に継がせる。同10年（1567年）に制定された六角氏式目には嫡男となった成持と連署している。永禄11年（1568年）、六角義賢・義治父子は上洛を開始した織田信長との観音寺城の戦いで観音寺城から戦略的撤退。定持は義賢親子を三雲城に迎え入れ、織田軍との正面戦を避けてゲリラ戦に徹することとなった。
元亀元年（1570年）、信長包囲網が形成されると六角親子は兵力を整えて、柴田勝家・佐久間信盛らが率いる織田軍と正面から野洲河原の戦いに挑む。三雲定持も三雲成持とともに六角側の武将として参戦するも討死した。戦後、三雲一族は他の土豪とともに六角氏から離れ信長に帰順している。
所用の愛刀「備前長船光忠」は、定持死後に三好実休の手に渡る。実休死後は畠山高政が所有し、最終的には織田信長に献上され、信長が最も好んだ佩刀の一つとなった。本能寺の変では織田信長が自害する直前まで使用されて炎上。後に羽柴秀吉が回収して修復。豊臣家滅亡後は徳川家康に献上された。